# Bad Suderode
Bad Suderode is een ortsteil van de Duitse stad Quedlinburg in de deelstaat Saksen-Anhalt. De plaats kent als hoofdmiddelen van bestaan diverse kuuroorden. Het kuuroord kent een van de sterkste calciumbronnen van Europa.

## Geschiedenis
De gemeente Bad Suderode werd per wet met ingang van 1 januari 2011 bij de stad Quedlinburg ingedeeld en verloor daardoor politieke zelfstandigheid. De gemeente hoorde tot haar opheffing tot de Verwaltungsgemeinschaft Gernrode/Harz. Na bezwaar tegen deze verplichte herindeling oordeelde het gerecht op 19 februari 2013 positief, en kreeg de gemeente voorlopig haar zelfstandigheid terug. Uiteindelijk werd op 1 januari 2014 de gemeente alsnog opgeheven en geannexeerd door Quedlinburg.

## Sport en recreatie
Naast het gezondheidstoerisme heeft de plaats aansluiting met 245 km bewegwijzerde fiets- en wandelroutes. Een van die wandelroutes is de Europese wandelroute E11. De route loopt van Den Haag naar het oosten, tot aan de Pools-Litouwse grens.